# Batocera bruyni
Batocera bruyni là một loài bọ cánh cứng trong họ Cerambycidae.